# الكدر (سمورة)
الكُدْر هي بلدية تقع في مقاطعة سمورة وقشتالة وليون بإسبانيا. وفقًا لتعداد عام 2004 ( INE ) ، كان عدد سكان البلدية 181 نسمة.

## الجغرافية
تُحدد التضاريس من خلال الوادي الصغير الذي يتكون من مجرى نهر الكُدْر وقمم التلال بالقرب من المدينة ما يبرز تيسو مايو (784 م). يعبر جدول الكُدْر جزءًا من Tierra de Campos ويتدفق إلى نهر دويرة.